# Junkers Ju 388
El Junkers Ju 388 fue un avión militar polivalente alemán de la Segunda Guerra Mundial basado en la célula del Junkers Ju 88 a partir del Ju 188 versión E y F. De hecho, sus siluetas eran similares.
Fue introducido muy tarde; los problemas de producción y las condiciones generales de la guerra provocaron que sólo fueran entregados unos pocos.

## Desarrollo
El Ju 388 fue construido en 1943 por la empresa Junkers Flugzeug und Motorenwerke en la planta de Liegnitz, Silesia-Weserflug.  Partiendo de las versiones Ju 188 E y F, fueron desarrollados 6 prototipos denominados V1 hasta V6. El primer prototipo voló en diciembre de 1943.
Era de similar envergadura y carecía del compartimiento ventral del morro que caracterizó al Ju 88, medía 1,29 m más de longitud que el Ju 188.  Su disposición interior era muy similar al Ju 188 compartiendo el diseño del timón, el interior de la cabina, el diedro de las alas y el tren de aterrizaje.
El Ju 388 fue diseñado para grandes altitudes y su cabina podía ser presurizada. Para mejorar el rendimiento se le dotó apenas de armamento defensivo consistente en dos ametralladoras de cola tipo MG 131 controladas remotamente desde la cabina, su velocidad máxima se registró en 116 km/h más que el Ju 188.
Con el último prototipo, el Ju 388 L-0 V 7 se inició una exigua producción de tan solo 69 unidades que se produjeron en cinco plantas Junkers de Alemania: Dessau, Merseburg, Leipzig, Attenburg y Liegnitz .
Japón estuvo muy interesado en este avión, el general Otani visitó la planta Junkers en Dessau y solicitó los planos y las licencias para construirlo en Japón, sin embargo los planos enviados se perdieron en una de las llamadas Misiones Yanagi via submarinos transoceánicos de gran autonomía. 
Al término del conflicto, una unidad fue capturada por la fuerza aérea de los Estados Unidos y evaluada. Posteriormente fue enviada al Instituto Smithtoniano donde se conserva hoy.

## Variantes

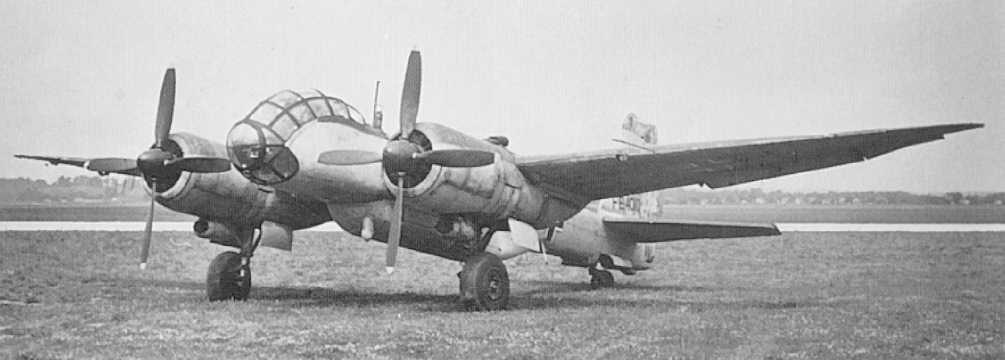
Un Junkers Ju 388 L-1 al finalizar la guerra.

Ju 388J
Caza pesado / caza nocturno.
Ju 388K
Bombardero a gran altura.
Ju 388K-0
Diez aviones de preproducción.
Ju 388K-1
Cinco aviones de preproducción.
Ju 388L
Avión de fotorreconocimiento.
Ju 388M
Propuesta de avión torpedero basado en el Ju 388K.
'145'
Un único Ju388L modificado con controles de vuelo electromecánicos irreversibles para apoyar al '150' en la URSS.

## Producción
- 6 Ju 388 prototipos, dos de cada uno de los siguientes: J-1, K-1 y L-1
- 20 Ju 388 L-0, incluyendo prototipos V7, V8, V30 - V34
- 10 Ju 388 K-0, primer lote, incluyendo el Ju 488 V401/V402 (nunca voló)
- 1 Ju 388 K-1 fabricado por ATG para pruebas estáticas en julio de 1944
- 46 Ju 388 L-1 fabricados por ATG en 1944
- 8+ Ju 388 L-1 fabricados por ATG en 1945
- 10 Ju 388 L-1 (max.) fabricados por Weserflug (WFG), inicialmente previstos en la versión K-1

Fueron iniciados numerosos ejemplares adicionales, al finalizar la guerra se hallaron ejemplares parcialmente construidos.

## Operadores
Alemania
- Luftwaffe
  - Erprobungsstelle Rechlin
  - Erprobungsstelle Werneuchen
  - Erprobungskommando Ju 388
  - 3./Versuchsverband O.K.L.. Operó el Ju 388 V32, W.Nr 300 295, T9+DL.
  - Nachtjagdgeschwader 2

## Especificaciones (Ju 388J)

### Características generales
- Tripulación: 3
- Longitud: 16,29 m
- Envergadura: 22 m
- Altura: 4,35 m
- Superficie alar: 56 m²
- Peso vacío: 10.400 kg
- Peso máximo al despegue: 14.675 kg
- Planta motriz: 2× motor radial de 14 cilindros refrigerado por aire BMW 801J.
  - Potencia: 1.350 kW 1.810 HP cada uno.
- Hélices: 1× cuatripala por motor.

### Rendimiento
- Velocidad máxima operativa (Vno): 616 km/h a 12.285 m
- Velocidad crucero (Vc): 540 km/h
- Techo de vuelo: 13.440 m (44.095 ft)
- Régimen de ascenso: 378 m/min (1.240 ft/min

### Armamento
- Ametralladoras: 2× MG 131 de 13 mm, en una torreta de cola de control remoto

- Cañones: 4× 

  - 2× MG 151/20 de 20 mm
  - 2× MK 103 o MK 108 de 30 mm, hacia adelante en un pod bajo el fuselaje

### Desarrollos relacionados
- Junkers Ju 88
- Junkers Ju 188
- Junkers Ju 288
- Junkers Ju 488

### Secuencias de designación
- Sistema de designación aeronaves del RLM: ← Ju 352 · Me 362 ·· Me 364 ·· Ju 388 ··  Ju 390 · Fw 391 · Ar 396  →

### Listas relacionadas
- Anexo:Aeronaves militares de Alemania en la Segunda Guerra Mundial